# آرتور لندن
آرتور لندن (به انگلیسی: Artur London؛ زادهٔ ۱ فوریهٔ ۱۹۱۵ – درگذشتهٔ ۸ نوامبر ۱۹۸۶) نویسنده، و سیاستمدار اهل جمهوری چک و متهم در دادگاه اسلنسکی بود. او در استراوا واقع در منطقه مرزی موراویا در مرز اتریش-مجارستان در یک خانواده یهودی به دنیا آمد.

## زندگی‌نامه
لندن سال ۱۹۳۴ تا ۱۹۳۷ را در مسکو گذراند. در سال ۱۹۳۷، در طول جنگ داخلی اسپانیا، او به بارسلونا رفت و در آنجا او وارد خدمت نظامی شد، وی در کمیساریای خلق در امور داخلی که تحت کنترل وزارت کشور شوروی بود، کار می‌کرد. او پس از شکست جمهوریخواهان به فرانسه نقل مکان کرد. در جنگ جهانی دوم او در مقاومت فرانسه فعال بود، در همین ارتباط وی توسط نازیها دستگیرشده و به اردوگاه کار اجباری ماوتهاوزن فرستاده شد.

## فعالیت سیاسی بعد از جنگ جهانی دوم
پس از جنگ، او در سوئیس زندگی کرد، اما به زودی با خانواده اش به پراگ نقل مکان کرد، جایی که او رهبر حزب کمونیست چکسلواکی شده و در سال ۱۹۴۸ معاون وزیر امور خارجه شد.

## محاکمه و زندانی
در سال ۱۹۵۱، او در چکسلواکی بازداشت شد و همزمان با متهم رودولف اسلنسکی در دادگاه اسلنسکی، یکی از چندین دادگاه‌های نمایشی که در آن زمان علیه کمونیستهای اروپای شرقی راه اندازی شد، شرکت کرد. او که به صهیونیسم، تروتسکیسم و تیتویست متهم شده، مجبور شد اعتراف کند و به زندان ابد محکوم شد. پس از محاکمه اسلنسکی، لندن با مقامات همکاری کرد و به عنوان یکی از شاهدان اصلی در سایر فرایندهای سیاسی علیه دیگر کمونیستهای چکسلواکی، مانند ادوارد گولداستوکر، جوزف پاول، اوسوالد زاوادسکی، گوستاو هوشاک، اوتاکار هرمادکو و دیگران، خدمت کرد. پس از مرگ ژوزف استالین در سال ۱۹۵۳، لندن در سال ۱۹۵۵ آزاد شد.

## آثار
پس از اعاده حیثیت او در سال ۱۹۶۳، با همسرش لیز لندن، یک کمونیست فرانسوی که در مسکو با وی آشنا شده بود، به فرانسه رفت.
- در سال ۱۹۶۳، لندن «اسپانیا»، کتابی در مورد تجربه شخصی اش در جنگ داخلی اسپانیا، را منتشر کرد.
- این زن و شوهر همچنین کتاب اعتراف را در سال ۱۹۶۸ نوشتند که یک کتاب خاطرات در مورد سختی‌های دوران دادگاه پراگ می‌باشد.
- ترجمه انگلیسی این کتاب توسط آلیستر همیلتون در سال ۱۹۶۸ منتشر شد. در حالی که متهمین اصلی از لندن ارشدتر بودند، لندن با نوشتن این کتاب، در سراسر جهان برجسته شد.
- از این کتاب در سال ۱۹۷۰ فیلمی به نام اعتراف، به کارگردانی کوستا گاوراس با بازی ایو مونتان و سیمون سینیوره ساخته شده‌است.

## مرگ
آرتور لندن در سال ۱۹۸۶ در پاریس در سن ۷۱ سالگی درگذشت. لیز همسرش بعداً در سال ۲۰۱۲ در سن ۹۶ سالگی درگذشت.